# سايمون كوليس
سايمون بول كوليس (بالإنجليزية: Simon Collis)‏ (23 فبراير 1956) دبلوماسي بريطاني مسلم وهو سفير للمملكة العربية السعودية.
تلقى تعليمه في كلية الملك إدوارد السابع، في شيفيلد من عام 1967 وحتى عام 1973، وفي كلية المسيح، في كامبردج.
في عام 2016، أصبح كوليس أول سفير في المملكة المتحدة يودي فريضة الحج.